# Ratawangi
Ratawangi is een bestuurslaag in het regentschap Ciamis van de provincie West-Java, Indonesië. Ratawangi telt 5949 inwoners (volkstelling 2010).